# Coupe de l'association de football du pays de Galles
La Coupe de l'Association de football du pays de Galles est une ancienne compétition annuelle de football disputée entre clubs gallois.
Cette compétition, connue sous le nom de FAW  Premier Cup, a été créée en 1997 avant de disparaître en 2008.

## Histoire
Cette compétition regroupe les dix meilleurs club de Welsh Premier League et les six clubs gallois évoluant dans le championnat anglais qui sont exclus de toutes les autres compétitions galloises.
L'arrêt de la sponsorisation par la BBC entraîne l'arrêt de la compétition.

## Palmarès
| Saison    | Vainqueur         | Score T.a.b. | Finaliste      |
| --------- | ----------------- | ------------ | -------------- |
| 1997-1998 | Wrexham AFC       | 2 – 1        | Cardiff City   |
| 1998-1999 | Barry Town FC     | 2 – 1        | Wrexham AFC    |
| 1999-2000 | Wrexham AFC (2)   | 2 – 0        | Cardiff City   |
| 2000-2001 | Wrexham AFC (3)   | 2 – 0        | Swansea City   |
| 2001-2002 | Cardiff City      | 1 – 0        | Swansea City   |
| 2002-2003 | Wrexham AFC (4)   | 6 – 1        | Newport County |
| 2003-2004 | Wrexham AFC (5)   | 4 – 1        | Rhyl FC        |
| 2004-2005 | Swansea City      | 2 – 1        | Wrexham AFC    |
| 2005-2006 | Swansea City (2)  | 2 – 1        | Wrexham AFC    |
| 2006-2007 | The New Saints FC | 1 – 0        | Newport County |
| 2007-2008 | Newport County    | 1 – 0        | Llanelli AFC   |

## Bilan par club
| Club              | Titres |
| ----------------- | ------ |
| Wrexham AFC       | 5      |
| Swansea City      | 2      |
| Barry Town FC     | 1      |
| Cardiff City      | 1      |
| The New Saints FC | 1      |
| Newport County    | 1      |